# Coinsins
Coinsins is een gemeente en plaats in het Zwitserse kanton Vaud, en maakt deel uit van het district Nyon.
Coinsins telt 376 inwoners.